# Юло, Этьен
Этьен Юло (фр. Étienne Hulot; 1774—1850) — французский военный деятель, генерал-лейтенант (1831 год), барон (1814 год), участник революционных и наполеоновских войн. Имя генерала выбито на Триумфальной арке в Париже.

## Биография
Родился в семье колёсного мастера и мэра Мазерни Пьера Юло (фр. Pierre Hulot; 1744—1805) и его супруги Анны Брэди (фр. Anne Braidy; 1750—1774), которая умерла через 10 дней после рождения Этьена. Воспитывался своим дядей по материнской линии, высокообразованным аббатом Брэди. Юло закончил своё классическое образование в Реймском колледже. Он занимался там философией и готовился к судебной карьере, когда Конвент объявил мобилизацию в стране. 1 апреля 1793 года в возрасте 19 лет поступил на военную службу волонтёром 11-го батальона егерей Арденнского легиона. Принимал участие в кампаниях 1794-96 годов в рядах Самбро-Маасской армии. В 1794 году в ходе амальгамы его батальон присоединился к 13-й полубригаде лёгкой пехоты, а 8 апреля 1796 году - к 25-й. 4 июня 1796 года под командой генерала Журдана отличился в сражении при Альтенкирхене, где он возглавил сильный отряд, атаковавший кладбище, на котором закрепился крайний левый фланг вражеской армии, затем повернул на Ошьен и способствовал уничтожению полка Йордиса. За эти действия 29 июня 1796 года награждён чином младшего лейтенанта. В 1799 году сражался в Дунайской армии генерала Журдана, затем в Гельветической армии генерала Массена. 21 марта 1799 года в ущельях Верхнего Дуная он стремительной атакой овладел Острахским мостом и обеспечил отход отрезанного неприятелем французского отряда. В ходе боя получил свою первую тяжёлую рану. Был замечен генералом Сультом, и 29 марта 1799 года назначен его офицером для поручений. 30 июня 1799 года произведён в лейтенанты. 25 сентября 1799 года отличился в сражении при Цюрихе. 5 апреля 1800 года вместе с генералом Сультом присоединился к Итальянской армии. 13 мая 1800 года в сражении при Монте-Крето близ Генуи спас раненого генерала из рук врага вместе с гренадерами 2-й линейной, но сам попал в плен и содержался в Алессандрии. 1 июня 1800 года заочно произведён в капитаны и 10 июня 1800 года освобождён из плена «под слово», а затем официально обменян в сентябре.
12 ноября 1803 года стал адъютантом генерала Сульта в военном лагере Сент-Омер. В составе 4-го корпуса Великой Армии участвовал в кампании 1805 года. Когда Наполеон проводил смотр батальона стрелков По в Ульме в конце октября 1805 года, он заметил, что подразделение находится в серьёзном состоянии дезорганизации, и решил принять срочные меры по исправлению положения. Наполеон повернувшись внезапно к маршалу Сульту, в чьих войсках числился этот батальон, спросил его, знает ли он старшего офицера, обладающего достаточным опытом и доброй волей, чтобы эффективно провести его реорганизацию. «Сир, я знаю такого человека, возьмите Юло», ответил Сульт. Первоначально кандидатура Юло вызывала опасения у Наполеона из-за его юного возраста, но Сульт убедил Императора, что он будет идеальным командиром. 29 октября 1805 года Этьен был награждён чином командира батальона и назначен командиром батальона стрелков По, который вместе со корсиканскими стрелками и 26-м полком лёгкой пехоты входили в состав 1-й бригады Мерля 3-й пехотной дивизии Леграна. Несколько недель спустя Наполеон ещё раз провел смотр батальона и быстро отметил своё удовлетворение превосходным внешним видом подразделения и преображением солдат. Новый командир быстро завоевал авторитет среди солдат. Он был известен как хороший офицер и даже говорил по-итальянски. Кроме того, по прибытии в Австрию мужчины были удивлены, узнав, что Юло специально заказал большое количество поленты, любимой местной еды, которой они были лишены во время кампании. 16 ноября корпус вместе с 5-м корпусом и корпусом  резервной кавалерии перехватил небольшой австрийско-русский отряд у Холлабрунна. Действия батальона были отмечены в армии. 2 декабря 1805 года тяжело ранен в сражении при Аустерлице, но не оставил строй. 5 января 1806 года снова назначен адъютантом маршала Сульта, но остался во главе стрелков. Принимал участие в Прусской кампании 1806 года и Польской кампании 1807 года. Отличился при Любеке, за что вновь был упомянут вместе со своим батальоном в бюллетене Великой Армии. Также он получил от генерала Мену, главнокомандующего департаментами за Альпами и генерал-губернатора Верхней Италии, поздравительное письмо от 25 ноября 1806 года и копию воззвания, адресованного этим генералом соотечественникам его солдат. 7 февраля 1807 года во главе батальона получил перелом ноги в результате ранения пулей при форсировании моста в Прейсиш-Эйлау.
9 июня 1808 года произведён в полковники. В качестве первого адъютанта в ноябре 1808 года сопровождал на Пиренейский полуостров маршала Сульта, назначенного командиром 2-го корпуса Армии Испании. Принимал участие в захвате Бургоса, в сражениях при Ла-Корунье, Опорто  и Оканье. 19 февраля 1811 года отличился в сражении при Геборе, где с командиром эскадрона Толозе возглавил кавалерийскую атаку, в результате которой несколько испанских пехотных батальонов сложили оружие. 14 июня 1812 года получил под своё начало пехотную бригаду.
9 августа 1812 года стал бригадным генералом. По приказу Наполеона покинул Испанию и с 23 апреля 1813 года командовал 3-й бригадой 12-й пехотной дивизии генерала Морана 4-го армейского корпуса генерала Бертрана. 20 июня присоединился к Великой Армии. Неоднократно доказывал ум и храбрость, действуя в авнгарде корпуса. Дважды он спасал обоз и артиллерию армии своими действиями. 6 сентября при Ютербоке он вступил в бой одним из первых. В конце сражения сплотил людей вокруг себя, был ранен выстрелом в ногу, он остался на своём посту, медленно отступал и обеспечивал отход всей артиллерии армейского корпуса. В битве при Вартенбурге он заслужил похвалы генералов Морана и Бертрана за средства обороны деревни, которые позволяют ему сохранять контроль над позицией до сигнала к отступлению; затем он эвакуирует его в величайшем порядке под сильным огнём. Под Лейпцигом его бригада успешно отражала атаки противника, направленные на пригород Линденау; через несколько дней перед Фрейбургом с тысячей человек без артиллерии он противостоял противнику, значительно превосходящему его по численности и вооруженному пушками; ему удалось прикрыть и удержать мост через Унструт, по которому отступала армия. 30 и 31 октября он отличился при Ханау, и, возможно, его хладнокровие и храбрость спасли армию в этом случае от бедствия. Этот город был занят итальянской дивизией и прикрыт между Майном и Кинзигом линией, справа от которой находилась бригада Юло, в четверти лье от города, впереди и на правом берегу Кинзига. Измученные войска отдышались, когда около полудня генерал Вреде вошёл в Ханау, опрокинул итальянцев, переправился через город и перебросил свои аванпосты по мосту через Кинзиг. Это движение разбило французскую армию на две части и помешало отступлению корпуса, расположенного восточнее Юло. Бригада Юло спешно берётся за оружие, атакует противника в упор, что выводит из строя половину его людей, очищает мост, вновь открывает сообщение, оттесняет баварцев обратно в город, зачищает левый берег Кинзига и берёт позиции, обеспечивающие отход всей армии. У генерала Юло была сломана рука, а под ним убита лошадь; его адъютант и соотечественник капитан Жакмар получил два серьёзных ранения. 3 ноября получил отпуск «для излечения». С 16 января 1814 года руководил формированием ополчения департаментов Арденны, Марна и Мёз.
После первой Реставрации оставался с 1 сентября 1814 года без служебного назначения. 30 декабря 1814 года утверждён королём Людовиком XVIII в баронском достоинстве и назначен командующим департамента Мёз. Во время «Ста дней» присоединился к Императору и 1 апреля 1815 года возглавил 3-ю бригаду 14-й пехотной дивизии 4-го корпуса генерала Жерара Северной армии. После бегства генерала Бурмона в прусский лагерь командовал всей 14-й дивизией, сражался при Линьи и Вавре. Был одним из последних защитников Парижа. Юло защищал парк и замок Исси в начале июля, а затем в августе он служил начальником штаба маршала Макдональда в Луарской армии. При второй Реставрации оставался без служебного назначения. В 1819 году благодаря содействию маршала Гувьона-Сен-Сира назначен инспектором пехоты, а в 1821 году – генеральным инспектором. 27 февраля 1831 года – генерал-лейтенант. В 1848 году вышел в отставку. Умер 23 сентября 1850 года в Нанси в возрасте 76 лет.

## Воинские звания
- Солдат (1 апреля 1793 года);
- Старший сержант (апрель 1793 года);
- Младший лейтенант (29 июня 1796 года);
- Лейтенант (30 июня 1799 года);
- Капитан (1 июня 1800 года);
- Командир батальона (29 октября 1805 года);
- Полковник (9 июня 1808 года);
- Бригадный генерал (9 августа 1812 года);
- Генерал-лейтенант (27 февраля 1831 года).

## Титулы
- Шевалье Мазерни и Империи (фр. chevalier Mazerny et de l'Empire; декрет от 15 января 1809 года, патент подтверждён 31 января 1810 года в Париже);
- Барон Мазерни и Империи (фр. baron Mazerny et de l'Empire; декрет от 14 июня 1813 года, патент подтверждён 30 декабря 1814 года)[2][3].

## Награды
Легионер ордена Почётного легиона (5 августа 1804 года)
 Офицер ордена Почётного легиона (26 декабря 1805 года)
 Коммандан ордена Почётного легиона (19 ноября 1813 года)
 Кавалер Военного ордена Святого Людовика (23 сентября 1814 года)
 Великий офицер ордена Почётного легиона (23 мая 1825 года)